# Precious Gems
Precious Gems è un album discografico a nome di Tom Fogerty + Ruby, pubblicato dalla casa discografica Fantasy Records nel 1984.

## Tracce

### LP
Lato A
1. Running Back to Me – 7:24 (Randy Oda, Tom Fogerty, Bobby Cochran)
2. Life Is But a Dream – 3:26 (Randy Oda, Tom Fogerty)
3. Mistreater – 2:45 (Randy Oda)
4. Run with Your Love – 3:03 (Randy Oda)

Lato B
1. Bart – 5:17 (Randy Oda)
2. Take Me Back to London – 4:15 (Randy Oda, Tom Fogerty)
3. Can You Really Say – 2:37 (Anthony Davis)
4. Singin' the Blues – 4:25 (Mary McCreary)
5. Dance All Night – 3:25 (Anthony Davis)

## Formazione
Ruby
- Tom Fogerty - voce solista, chitarra ritmica
- Randy Oda - chitarra solista, tastiere, cori di sottofondo
- Anthony Davis - basso, voce solista
- Bobby Cochran - batteria, percussioni, voce solista

Note aggiuntive
- Tom Fogerty - produttore
- Ruby - arrangiamenti
- Realizzazione digitale di Jesse Osborne, Fantasy Studios
- Mastering di George Horn al Fantasy Studios
- Jamie Putnam - cover art e design copertina album originale
- Phil Carroll - art direction[1]